# Сейсмічність України
Сейсмічність (англ. seismicity) — схильність території до землетрусів.
Характеризується територіальним розподілом осередків землетрусів різної енергії, що оцінюється магнітудою або за шкалою енергетичних класів, інтенсивністю їх прояву по поверхні в балах, частотою сейсмічних подій та іншими характеристиками землетрусів.

## Загальна характеристика
В Україні силу поштовхів і коливань під час землетрусів прийнято вимірювати за 12-бальною шкалою інтенсивності), також часто використовують магнітуду (силу землетрусу) за шкалою Ріхтера або за Р-хвилями, обидві від 0 до 9,9), бо її фіксують сейсмографи, а інтенсивність визначають за силою руйнувань.
Значні сейсмічні процеси існують на заході України, зокрема в Закарпатті, де неодноразово були сильно-помірні та сильні за (шкалою інтенсивності МSK-64) землетруси інтенсивністю 6-7 балів (за шкалою Ріхтера). Епіцентри цих землетрусів знаходилися в районах Сваляви, Довгого, Тересви, Мукачева, Ужгорода. Землетрус, який стався 15 жовтня 1834 р. (до 7 балів), охопив значну територію Закарпаття (приблизно від Сваляви до Рахова).
У центральній частині західних областей України землетруси інтенсивністю до 6 балів в епіцентрах були зафіксовані в Кам'янці-Бузькій та Заліщиках.
У межах Чернівецької області зафіксовано один землетрус інтенсивністю 5,0 балів. На Закарпаття впливають сильні землетруси з епіцентрами в Трансільванії. Але тут є досить сильні локальні місцеві епіцентри землетрусів.
Південну частину Тернопільської, Хмельницької, Вінницької та східну частину Одеської областей оконтурюють ізосейсти інтенсивністю до 6 балів. Ізосейста до 5 балів поширюється на північ аж до лінії Берестечко-Рівне-Київ-Переяслав-Дніпро. На крайньому півдні Тернопільської, Хмельницької, Вінницької та на заході Одеської областей проходять ізосейсти інтенсивністю 7 балів. Причому такі землетруси тут відбувалися багато разів. Більшість землетрусів тут пов'язана з тектонічними рухами в горах Вранча (на межі Південних та Східних Карпат у Румунії).
Для Кримського півострову також характерна інтенсивна (до 5-6 балів) сейсмічна активність. Епіцентри кримських землетрусів, як правило, знаходяться переважно в Чорному морі (в основному між Алуштою і Форосом). Наприклад, ізосейсти землетрусу до 5 балів, який відбувся 11 листопада 1927 р., сягали крайньої північної частини півострова; ізосейсти цього ж землетрусу інтенсивністю до 8 балів оконтурили більшу частину Кримських гір.
Таким чином, велика територія південно-західної і південної частини України належить до сейсмічно небезпечної. Ця обставина повинна постійно враховуватися при обґрунтуванні розміщення нового будівництва.
В Україні створено національну мережу сейсмічних спостережень до складу якої входить 18 сейсмічних та 14 комплексних геофізичних станцій. Найдавнішою є сейсмічна станція «Львів», яку засновано 1899 року. Цифрова сейсмічна станція «Київ» організована 1994 року і входить до складу Глобальної сейсмічної мережі.
В новітній час дослідники з Норвегії й України задокументували сейсмічну активність під час російських обстрілів Київщини й сусідніх областей України у перші тижні російського вторгнення в Україну. Дані про вибухи і їхню потужність відобразили на інтерактивній мапі журналісти The New York Times.

## Сейсмічність регіонів України
Сучасна сейсмічність України пов'язана з її геологічною будовою, локальними процесами в земній корі і літосфері, а також з глобальною динамікою тектонічних плит. Сейсмоактивні зони оточують Україну на південному заході і півдні. Це зони: Закарпатська, Вранча (Румунія), Кримсько-Чорноморська та Південно-Азовська.
У сейсмічному відношенні найбільш небезпечними областями в Україні є Закарпатська, Івано-Франківська, Чернівецька, Одеська та Автономна Республіка Крим.
Сейсмічна небезпека Одеської області зумовлена осередками землетрусів у масиві гір Вранча та Східних Карпат у Румунії. Починаючи з 1107 року до сьогодні там мали місце 90 землетрусів з інтенсивністю 7-8 балів. Карпатські землетруси поширюються на значну територію. У 1940 році коливання відчувалися на площі 2 млн км². Кримсько-Чорноморська сейсмоактивна зона огинає з півдня Кримський півострів. Вогнища сильних корових землетрусів тут виникають на глибинах 20-40 км та 10-12 км на відстані 25-40 км від узбережжя з інтенсивністю 8-9 балів. Південне узбережжя Криму належить до регіонів дуже сейсмонебезпечних. За останні два століття тут зареєстровано майже 200 землетрусів від 4 до 7 балів. Південно-Азовська сейсмоактивна зона виділена зовсім недавно. У 1987 році було зафіксовано кілька землетрусів інтенсивністю 5-6 балів. Крім того, за палеосейсмотектонічними та археологічними даними встановлено сліди давніх землетрусів інтенсивністю до 9 балів з періодичністю близько одного разу на 1000 років. У платформній частині України виділено ряд потенційно сейсмотектонічних зон з інтенсивністю 4-5,5 балів. На території Кримського півострова зафіксовано понад 30 землетрусів. Так, катастрофічний землетрус 1927 року мав інтенсивність 8 балів. За інженерно-сейсмічними оцінками, приріст сейсмічності на півдні України перевищує 1,5 бали, і у зв'язку з цим було визначено, що в окремих районах 30-50 % забудови не відповідає сучасному рівню сейсмічного та інженерного ризику.

### Закарпатська сейсмоактивна зона
Карпати — порівняно молода орогенічна система. У ній ще не затихли власні тектонічні процеси. Небезпека частих землетрусів на Закарпатті обумовлена локальним впливом сейсмічних джерел, а також потужною сейсмоактивністю зони Вранча та близькості до неї регіону. На переконання фахівців Головного центру спеціального контролю ДКАУ сильні землетруси, які відчуваються в Україні, генерує саме зона Вранча. Зазначена зона належить до того ж сейсмоактивного поясу, який утворився унаслідок того, що євразійська материкова плита — це, починаючи від Азорських островів через Середземне море, протягується через зону Вранча, досягає Туреччини, Кавказу і проходить далі, де розділяється на два пояси, один з яких прямує на південь, а інший — у бік Камчатки.
Відтак, Закарпаття вважається районом з підвищеною сейсмічністю. Утім закарпатські землетруси низькоенергетичні та їх реєструють, в основному, лише інструментальними методами. Водночас в регіоні досить відчутні локальні землетруси, але тільки в епіцентрах. Це також обумовлене тим, що фіксовані закарпатські землетруси не мають великої сили.
На території Закарпаття також відбуваються більш значні сейсмічні події, тут неодноразово були зафіксовані землетруси інтенсивністю 6-7 балів за шкалою MSK-64. Епіцентри цих землетрусів знаходилися в районах Сваляви, Довгого, Тересви, Мукачева, Ужгорода. Землетрус 15 жовтня 1834 р. мав потужність до 7 балів і охопив значну територію Закарпаття — від Сваляви до Рахова. У межах Чернівецької області було зафіксовано землетрус інтенсивністю 5 балів. На Закарпаття впливають не тільки сильні землетруси з епіцентрами в Трансільванії, тут є досить сильні локальні місцеві епіцентри землетрусів.
Землетруси в Закарпатті, Прикарпатті, центральній частині західних областей України мають інтенсивність до 6 балів в епіцентрах. Вони були зафіксовані:

#### До XXI століття
В минулі століття було зафіксовано низку землетрусів, в тому числі:
- 3 березня 1670 року, в районі сучасного смт Шкло Львівської області, відбувся землетрус інтенсивністю 6 балів (за 12-бальною шкалою MSK-64);
- 7 червня 1738 року, потужний землетрус стався в м. Тернополі та на його околицях[5];
- 17 серпня 1875 року, в районі сучасного м. Великі Мости Львівської області, стався землетрус інтенсивністю 6 балів, який став максимальним показником за всю історію сейсмоспостережень на Львівщині. Поштовхи були відчутні навіть у Варшаві та Чернівцях[6];
- протягом 1974—1976 років, в районі сучасного м. Долини Івано-Франківської області, відбулася низка землетрусів, які відчувалися в зоні епіцентру з інтенсивністю 3-6 балів. Найсильніші з них відбулися 14 січня 1976 року інтенсивністю 5-6, 7 лютого 1976 року — 6 та 1 березня 1976 року — 5 балів (відповідно). Можливо, вони були викликані нагнітанням води в продуктивні пласти на нафтопромислах Долини;
- 7 червня 1987 року, в районі сучасного м. Калуш Івано-Франківської області, відбувся техногенний землетрус з інтенсивністю 3-4 балів (за шкалою MSK-64). Цей землетрус був викликаний обвалом стель старих соляних виробок.

#### XXI століття

##### 2002
- 3 січня в районі смт Микулинці Тернопільської області відбувся землетрус з інтенсивністю 6 балів, але через малу глибину центру його виникнення вже на відстані 20 км поштовхи не відчувались.

##### 2020
- 10 січня в районі м. Виноградова Закарпатської області стався землетрус силою 3,0  за шкалою Ріхтера. Про руйнування або загиблих повідомлень не надходило[7]. Гіпоцентр  залягав на глибині 3 км[8];
- 1 червня в Івано-Франківській області сталося два землетруси з епіцентром в районі м. Долина магнітудою 3,2 та 2,7  (за шкалою Ріхтера) відповідно. Постраждалих — не було[9].

##### 2021
- 23 вересня, на межі Тернопільської та Івано-Франківської областей, стався землетрус магнітудою 4,3  (за шкалою Ріхтера). Руйнувань та постраждалих — не було[10]. Його відголоски люди відчули також в м. Хмельницькому[11].

##### 2022
- 21 лютого було зареєстровано землетрус в районі м. Червонограда Львівської області магнітудою 2,8  (за шкалою Ріхтера), інтенсивністю у джерелі – 3 балів за шкалою MSK-64[12].
- 22 грудня було зареєстровано землетрус на Прикарпатті магнітудою 2,4  (за шкалою Ріхтера). Епіцентр землетрусу знаходився в Надвірнянському районі Івано-Франківської області[13].
- 23 грудня, на території Чернівецької області було зафіксовано землетруси магнітудами 3,0 та 2,2  (за шкалою Ріхтера)[14].

##### 2023
- 3 січня, на території Закарпатської області в районі м. Іршави стався землетрус на глибині 6 км, магнітудою 3,8  (за шкалою Ріхтера)[15].
- 21 січня, о 05:59:59 (за київським часом), Головним центром спеціального контролю ДКАУ зареєстровано землетрус в районі села Коболчин Дністровського району Чернівецької області магнітудою 3,1 (за шкалою Ріхтера) на глибині 3 км[14].
- 27 лютого на Закарпатті стався землетрус магнітудою 3,3  (за шкалою Ріхтера) на глибині 2 км. Згідно повідомлення Головного центру спеціального контролю, землетрус було зафіксовано о 03:15:39 за київським часом в районі с. Велика Добронь, яке розташоване за 19 км на захід від м. Мукачевого Закарпатської області[16].
- 5 квітня, об 11:41:05 (за київським часом), на південь від міста Мукачевого Закарпатської області стався землетрус магнітудою 2,2  (за шкалою Ріхтера). Землетрус відбувся на глибині 3 км та за повідомленням Головного центру спеціального контролю ДКАУ він не ніс загрози для населення та за класифікацією землетрусів відносився до невідчутних[17].
- 12 квітня, о 14:26:49 (за київським часом), Головним центром спеціального контролю ДКАУ зареєстровано землетрус на Прикарпатті магнітудою 2,5  (за шкалою Ріхтера). Епіцентр землетрусу знаходився за 10 км на захід від м. Яремче Івано-Франківської області на глибині 6 км. За класифікацією землетрус відносився до «невідчутних». Інтенсивність коливань лежала нижче межі чутливості людей, струс землі виявлявся і реєструвався тільки сейсмографами[13][18].
- 14 квітня, о 04:54:50 (за київським часом), на Закарпатті стався землетрус інтенсивністю до 5 балів. Епіцентр землетрусу був розташований на відстані 11 км на схід від м. Іршави на глибині 4 км[19].
- 27 квітня, о 13:34 (за київським часом), на Прикарпатті стався землетрус магнітудою 2,2  (за шкалою Ріхтера). Епіцентр землетрусу розташовувався за 7 км на захід від м. Яремче Івано-Франківської області на глибині 3 км. За класифікацією землетрус відносився до «ледве відчутних». Коливання відчувалися тільки окремими людьми, які знаходилися в спокійному стані всередині приміщення, особливо на верхніх поверхах[20].
- 31 липня, о 14:25 (за київським часом), на Закарпатті стався землетрус магнітудою 2,1  (за шкалою Ріхтера). Епіцентр землетрусу розташовувався на відстані 6 км від міста Сваляви з гіпоцентром на глибині 6 км. За класифікацією землетрус відносився до «ледве відчутних» та не ніс загрози для життя людей[21].
- 10 серпня, о 10:36 (за київським часом), на Закарпатті стався землетрус магнітудою 2,4  (за шкалою Ріхтера). За інформацією Головного центру спеціального контролю, епіцентр землетрусу розташовувався за 10 км на схід від м. Ужгорода на глибині 5 км. За класифікацією землетрусів, зазначений землетрус відносився до «не відчутних» та не ніс загрози для життя людей[22].
- 16 серпня, о 16:43 (за київським часом), на Закарпатті стався землетрус магнітудою 2,2  (за шкалою Ріхтера). За інформацією Головного центру спеціального контролю, епіцентр землетрусу знаходився за 23 км на схід від м. Ужгорода на глибині 3 км. За класифікацією землетрусів, зазначений землетрус відносився до «не відчутних»[23][24].
- 24 серпня, о 22:29:34 (за київським часом), Головним центром спеціального контролю ДКАУ зареєстровано землетрус в районі с. Балківці Дністровського району Чернівецької області, магнітудою 1,6 (за шкалою Ріхтера) на глибині 7 км. Згідно розрахунків, землетрус не ніс загрози для населення, за класифікацією землетрусів він відносився до невідчутних[25][26].
- 6 вересня, о 12:56:00 (за київським часом), Головним центром спеціального контролю ДКАУ зареєстровано землетрус в районі с. Старий Вовчинець Чернівецької області, магнітудою 3,1  (за шкалою Ріхтера) на глибині 5 км. Згідно розрахунків, землетрус не ніс загрози для населення, за класифікацією землетрусів він відносився до невідчутних[27][28].
- 14 вересня, об 11:52 (за київським часом), в районі м. Виноградова Закарпатської області стався землетрус силою 2,0  (за шкалою Ріхтера). Згідно повідомлення Головного центру спеціального контролю ДКАУ, його епіцентр був розташований на відстані 6 км на схід від м. Виноградів на глибині 5 км. За класифікацією землетрусів належав до невідчутних і не ніс загрози для населення та об'єктів критичної інфраструктури України[29].
- 23 вересня, о 12:56:00 (за київським часом), в Мукачівському районі Закарпатської області стався  землетрус магнітудою 2,0  (за шкалою Ріхтера). Згідно повідомлення Головного центру спеціального контролю ДКАУ, його епіцентр знаходився на глибині 2 км, а за класифікацією землетрусів він відносився до невідчутних[30].
- 23 листопада, о 06:39:12 (за київським часом), в Новоселицькій ТГ Чернівецької області стався землетрус магнітудою 2,0  (за шкалою Ріхтера). Згідно повідомлення Головного центру спеціального контролю ДКАУ епіцентр землетрусу знаходився на глибині 2 км, за класифікацією землетрусів він відносився до невідчутних та не ніс загрози для населення[31][32].
- 28 грудня, о 22:59:18 (за київським часом), стався землетрус поблизу села Форнош Мукачівського району Закарпатської області. За інформацією Головного центру спеціального контролю ДКАУ, магнітуда землетрусу становила 1,5[33].
- 29 грудня, о 00:39:44 (за київським часом), стався землетрус поблизу с. Пістрялово Мукачівського району Закарпатської області. За інформацією Головного центру спеціального контролю ДКАУ, магнітуда землетрусу становила 1,4 [34].

##### 2024
- 6 лютого, близько 06:00:12 (за київським часом), Головним центром спеціального контролю ДКАУ зареєстровано землетрус на Прикарпатті магнітудою 2,6 (за шкалою Ріхтера). Джерело землетрусу знаходилося за 12 км на схід від м. Яремче Івано-Франківської області, на глибині 4 км. За класифікацією землетрус відносився до «ледве відчутних»[35].
- 14 лютого, о 06:49:10 (за київським часом), Головним центром спеціального контролю ДКАУ в Чернівецькій області зареєстровано землетрус магнітудою 1,9 (за шкалою Ріхтера)[36].
- 18 лютого, о 11:07:32 (за київським часом), Головним центром спеціального контролю ДКАУ зареєстровано землетрус в районі с. Лисівці Тернопільській області магнітудою 2,6 (за шкалою Ріхтера). Гіпоцентр землетрусу знаходився на глибині 5 км[37][38][39].
- 4 березня, близько 15:05:31 (за київським часом), Головним центром спеціального контролю ДКАУ зареєстровано землетрус в районі м. Надвірної Івано-Франківській області, магнітудою 1,7  (за шкалою Ріхтера) на глибині 7 км. За класифікацією землетрус відносився до ледве відчутних[40].
- 20 квітня, о 02:26:49 (за київським часом), Головним центром спеціального контролю ДКАУ, в районі  м. Коломиї  Івано-Франківської області зареєстровано невідчутний землетрус магнітудою 1,4  (за шкалою Ріхтера). Джерело землетрусу знаходилося на глибині 5 км[41][42].
- 3 травня, о 02:06:32 (за київським часом), Головним центром спеціального контролю ДКАУ, в Чернівецькій області зареєстровано невідчутний (за шкалою інтенсивності МSK-64) землетрус магнітудою 1,1  (за шкалою Ріхтера)[43].
- 3 червня, о 13:44:00 (за київським часом), Головним центром спеціального контролю ДКАУ, в Закарпатській області зареєстровано невідчутний (за шкалою інтенсивності МSK-64) землетрус магнітудою 1,6  (за шкалою Ріхтера)[44].
- 22 вересня, о 18:43:59 (за київським часом), на території Чернівецької області було зафіксовано ледве відчутний (за шкалою інтенсивності МSK-64) землетрус магнітудою 2,4  (за шкалою Ріхтера)[45].
- 23 жовтня, о 18:08:04 (за київським часом), на території Чернівецької області було зафіксовано відчутний (за шкалою інтенсивності МSK-64) землетрус магнітудою 3,1  (за шкалою Ріхтера). За попередніми даними, поштовхи були відчутні в декількох районах, але значних руйнувань або постраждалих виявлено не було[46][47].
- 30 жовтня, о 12:17:27 (за київським часом), на території Закарпатської області було зафіксовано невідчутний (за шкалою інтенсивності МSK-64) землетрус магнітудою 1,3  (за шкалою Ріхтера)[48].
- 30 листопада, о 12:53:44 (за київським часом), на території Чернівецької області було зафіксовано відчутний (за шкалою інтенсивності МSK-64) землетрус магнітудою 2,9 (за шкалою Ріхтера)[49].
- 5 грудня, о 00:18:26 (за київським часом), на території Чернівецької області було зафіксовано невідчутний (за шкалою інтенсивності МSK-64) землетрус магнітудою 1,4  (за шкалою Ріхтера)[50].
- 13 грудня, о 22:54:52 (за київським часом), в Чернівецькій області було зафіксовано ледве відчутний (за шкалою інтенсивності МSK-64) землетрус магнітудою 2,7  (за шкалою Ріхтера)[51].

##### 2025
- 20 січня, о 09:29:46 (за київським часом), в Чернівецькій області було зафіксовано невідчутний (за шкалою інтенсивності МSK-64) землетрус магнітудою 1,3 балів (за шкалою Ріхтера)[52].
- 3 березня, о 18:15:06 (за київським часом), в Івано-Франківській області було зафіксовано невідчутний (за шкалою інтенсивності МSK-64) землетрус магнітудою 1,7 балів (за шкалою Ріхтера)[53].
- 6 березня, о 18:27:34 (за київським часом), в Тернопільській області стався ледве відчутний (за шкалою інтенсивності МSK-64) землетрус магнітудою 2,6 балів (за шкалою Ріхтера)[54][55]. За повідомленням фахівців Інституту геофізики ім. Субботіна НАН України землетрус був викликаний динамічними рухами земної кори, а в регіоні між Тернополем Збаражем та Волочиськом вони виникали й раніше[56].
- 31 травня, о 18:38:20 (за київським часом) та о 20:05:44 (за київським часом), в Закарпатській області сталося два ледве відчутних (за шкалою інтенсивності МSK-64) землетруси магнітудою 2,0 балів (за шкалою Ріхтера). Гіпоцентр землетрусу залягав на глибині 5 км[57][58].
- 13 липня, об 11:46:10 (за київським часом), в Чернівецькій області стався ледве відчутний (за шкалою інтенсивності МSK-64) землетрус магнітудою 2,6 балів (за шкалою Ріхтера). Епіцентр землетрусу знаходився у районі населеного пункту Конятин у Вижницькому районі. Глибина залягання гіпоцентру землетрусу склала 3 км[59].
- 29 липня, о 05:15:12 (за київським часом), в Чернівецькій області стався ледве відчутний (за шкалою інтенсивності МSK-64) землетрус магнітудою 2,3 балів (за шкалою Ріхтера). Епіцентр землетрусу знаходився у районі населених пунктів Волока та Грушівка Чернівецького району. Глибина залягання гіпоцентру землетрусу склала 2 км[60].

### Кримсько-Чорноморська сейсмоактивна зона
Півострів Крим належить до сейсмонебезпечних регіонів. Кримсько-Чорноморська сейсмоактивна зона огинає з півдня Кримський півострів. Вогнища сильних корових землетрусів тут виникають на глибинах 20-40 км та 10-12 км на відстані 25-40 км від узбережжя (в основному між Алуштою і Форосом) з інтенсивністю 8-9 балів. За останні два століття тут зареєстровано майже 200 землетрусів від 4 до 7 балів. Найпотужнішими були землетруси 1927 року з яких вересневе досягало 8 балів. Воно супроводжувалося людськими жертвами, великими руйнуваннями й нанесло значний матеріальний збиток. В результаті цього землетрусу 16 людей загинули, а більше ста отримали травми. На Південному березі не виявилося жодної будови, яка б не постраждала. Лише у Ялті більше 30 споруд виявилися зруйнованими настільки, що їх довелося повністю розбирати, а близько тисячі будинків постраждали у такій мірі, що 3/4 їх площі виявилися непридатними для життя. Майже половина сільського населення восьмибальної зони землетрусу залишилися без даху.
| Дата               | Час      | Місця                                     | Найбільший прояв інтенсивності |
| ------------------ | -------- | ----------------------------------------- | ------------------------------ |
| 4 ст. до нашої ери | -        | Керченська протока                        | Сильна руйнація                |
| 480 рік            | Осінь    | місто Херсонес та увесь Крим              | Сильна руйнація                |
| 1292 рік           | Січень   | Судак                                     | -                              |
| 1341 рік           | -        | Крим                                      | Руйнація                       |
| 1471 рік           | Серпень  | Ялта                                      | Слабка                         |
| 1751 рік           | -        | Кючюк-Ламбат                              | Слабка                         |
| 1786 рік           | Березень | Кючюк-Ламбат                              | Слабка                         |
| 1793 рік           | Листопад | Крим                                      | 5-6 балів                      |
| 1802 рік           | Жовтень  | Севастополь й інші місця                  | 6 балів                        |
| 1815 рік           | Травень  | село Аргин (Білогірськ)                   | 3-5 балів                      |
| 1823 рік           | Грудень  | Крим                                      | -                              |
| 1827 рік           | Січень   | Крим                                      | -                              |
| 1829 рік           | Листопад | Одеса                                     | ~6 балів                       |
| 1832 рік           | Січень   | Алушта й інші місця                       | 5 балів                        |
| 1853 рік           | -        | Севастополь, Євпаторія                    | 5 балів                        |
| 1855 рік           |          | Південний берег, Сімферополь              | 6 балів                        |
| 1859 рік           |          | Південний берег, Лівадія                  | 3-4 балів                      |
| 1861 рік           |          | Севастополь, Балаклава                    | 4-5 балів                      |
| 1863 рік           |          | Ялта й Південний берег                    | 5 балів                        |
| 1869 рік           |          | Масандра та Південний берег               | 4-5 балів                      |
| 1869 рік           |          | Судак та весь Крим                        | 7 балів                        |
| 1872 рік           |          | Ялта, Південний берег, Бахчисарай         | 5 балів                        |
| 1872 рік           |          | Феодосія та інші місця                    | 6 балів                        |
| 1875 рік           |          | Алушта та інші місця                      | 4 бали                         |
| 1875 рік           |          | Севастополь та весь Крим                  | 7 балів                        |
| 1875 рік           |          | Алушта, Південний берег, Сімферополь      | 5 балів                        |
| 1875 рік           |          | Алушта та Південний берег                 | 3 бали                         |
| 1875 рік           |          | Феодосія та інші місця Криму              | 4-5 бали                       |
| 1875 рік           |          | Феодосія та інші місця                    | 7 балів                        |
| 1875 рік           |          | Феодосія                                  | 4 бали                         |
| 1881 рік           |          | Севастополь та долина річки Кача          | 4 бали                         |
| 1885 рік           |          | Севастополь                               | 3-4 бали                       |
| 1886 рік           |          | Алушта, Гурзуф                            | 3-4 бали                       |
| 1888 рік           |          | Судак                                     | 5 балів                        |
| 1890 рік           |          | Бахчисарай                                | 5 балів                        |
| 1892 рік           |          | Ялта, Південний берег, Сімферополь        | 5 балів                        |
| 1892 рік           |          | Алушта, Сімферополь                       | 5 балів                        |
| 1893 рік           |          | Гурзуф, Сімферополь                       | 4-5 балів                      |
| 1893 рік           |          | Гурзуф, Сімферополь                       | 4-5 балів                      |
| 1897 рік           |          | Сімферополь                               | 4 бали                         |
| 1897 рік           |          | Бахчисарай                                | 4 бали                         |
| 1897 рік           |          | Феодосія, Ялта                            | 5 балів                        |
| 1899 рік           |          | Гурзуф, Алушта, Сімферополь               | 4 бали                         |
| 1900 рік           |          | Феодосія, Алушта                          | 5 балів                        |
| 1900 рік           |          | Алушта, Партеніт й інші місця             | 6 балів                        |
| 1902 рік           |          | Феодосія, Білогірськ, Сімферополь         | 6 балів                        |
| 1903 рік           |          | Ялта, Алушта, Сімферополь                 | 4-5 балів                      |
| 1903 рік           |          | Алушта, Гурзуф, Ялта, Сімферополь         | 5 балів                        |
| 1906 рік           |          | Алушта, Ялта                              | 3-4 бали                       |
| 1907 рік           |          | Алушта, Малоріченське                     | 3-4 бали                       |
| 1907 рік           |          | Ялта, Алушта                              | 4-5 бали                       |
| 1908 рік           |          | Алушта, Ялта                              | 5 балів                        |
| 1908 рік           |          | Ялта, Сімферополь                         | 3-4 бали                       |
| 1908 рік           |          | Ялта, Південний берег й інші (до Джанкоя) | 6 балів                        |
| 1908 рік           |          | Судак                                     | 4 бали                         |
| 1910 рік           |          | Ялта, Гурзуф, Алушта, Бахчисарай          | 5 балів                        |
| 1912 рік           |          | Ялта, Алушта тощо                         | 4 бали                         |
| 1913 рік           |          | Алушта, Сімферополь                       |                                |
| 1914 рік           |          | Алушта                                    | 3-4 бали                       |
| 1918 рік           |          | Алушта, Ялта, Сімферополь                 | 3-4 бали                       |
| 1919 рік           |          | Феодосія, Південний берег                 | 6 балів                        |
| 1920 рік           |          | Кара-Даг                                  |                                |
| 1923 рік           |          | Судак, Білогірськ, Сімферополь            | 7 балів                        |
| 1923 рік           |          | Алушта                                    | 3 бали                         |
| 1923 рік           |          | Бахчисарай, Сімферополь                   | 3 бали                         |
| 1924 рік           |          | Алушта, Сімферополь                       | 3 бали                         |

Зіставляючи число найбільш слабких землетрусів, енергія яких{\displaystyle E} (у джоулях) оцінювалася величиною{\displaystyle \lg E=8-10,} по найбільш надійним спостереженням за 1951-1961 роки із зміною більш чутливої апаратури, з числом землетрусів енергетичного класу {\displaystyle \lg E=11} (чотирьохбальні) за три десятиріччя інструментальних спостережень у Криму (1931-1961 роки) та враховуючи усі сильні землетруси у Криму по макроскопічним даним, можна представити картину повторюваності кримських землетрусів  як функцію числа спостережених землетрусів від величини їх енергії. 

N - середньостатистичне число землетрусів даного енергетичного рівня (lg E),ймовірного за один рік; E - енергія землетрусів

Землетруси в Кримсько-Чорноморській сейсмоактивній зоні:
- 27 лютого 2023 року, близько 15:00 (за київським часом), в Чорному морі поблизу південного берегу Криму стався землетрус магнітудою 3,5 (за шкалою Ріхтера). Згідно повідомлення Алуштинської сейсмічної станції, епіцентр землетрусу залягав у морі на глибині 15 км і за 25 км від узбережжя. Поштовхи були найбільш відчутними на південному березі півострова, наприклад в м. Ялті в районі приморського парку, Массандри, вул. Московської та деяких інших[63][64].
- 22 червня 2023 року, о 05:42 (за київським часом), поблизу тимчасово окупованого Криму стався землетрус магнітудою 4,6  (за шкалою Ріхтера). Згідно повідомлення Європейсько-Середземноморського сейсмологічного центру, епіцентр землетрусу знаходився за 59 км від м. Севастополя та за 51 км від житлового масиву Балаклава, на глибині 10 км[65].
- 3 жовтня 2023 року, о 00:14:59 (за київським часом), в північно-західній частині Чорного моря стався землетрус магнітудою 3,0 (за шкалою Ріхтера)[66].
- 28 лютого 2024 року, о 18:58:19 (за київським часом), Головним центром спеціального контролю ДКАУ зареєстровано землетрус з Чорного моря з епіцентром за 17 км на південь від острова Зміїний, магнітудою 2,7 (за шкалою Ріхтера) на глибині 5 км[67][68].
- 1 вересня 2024 року, о 05:50:56 (за київським часом), Головним центром спеціального контролю ДКАУ поблизу півострова Крим зареєстровано землетрус магнітудою 3,5 (за шкалою Ріхтера). Епіцентр землетрусу знаходився в східній частині Чорного моря, за 20 км на південний схід від узбережжя півострову Крим, на глибині 6 км[69][70].
- 12 січня 2025 року, о 16:49:11 (за київським часом), Головним центром спеціального контролю ДКАУ в східній частині Чорного моря поблизу півострова Крим зареєстровано землетрус магнітудою 4,4 (за шкалою Ріхтера)[71].
- 19 січня 2025 року, поблизу м. Ялти на півострові Крим зареєстровано два землетруси магнітудою 2,8 та 2,0 (за шкалою Ріхтера)[72].
- 20 січня 2025 року, в м. Ялті на півострові Крим зареєстровано землетрус магнітудою 2,3 (за шкалою Ріхтера)[73].
- 26 квітня 2025 року, на південному березі Криму сталося чотири землетруси: один – у морі, а три – в районі водоспаду Учан-Су, за 6 км від Ялти. Йдеться про чотири землетруси магнітудою від 1,5 до 2,0 балів (за шкалою Ріхтера), які зафіксовано о 07:00, 10:00, 10:27 і 10:37 (за київським часом) відповідно[74].
- 25 липня 2025 року, поблизу узбережжя Кримського півострова зареєстровано землетрус магнітудою 3,3 (за шкалою Ріхтера)[75].

### Вплив зони Вранча
Унікальна на Європейському континенті сейсмоактивна зона Вранча, розташована на ділянці стикування Південних (Румунія) та Східних (Українських) Карпат. В її межах осередки землетрусів розташовані в консолідованій корі, а також у верхній мантії на глибинах 80-160 км. Найбільшу небезпеку становлять такі, що виникають на великих глибинах. Вони спричиняють струси ґрунтів до 8-9 балів в епіцентрі в Румунії, Болгарії, Молдові. Глибокофокусність землетрусів зони Вранча обумовлює їх слабке затухання з відстанню, тому більша частина України перебуває в 4-6-бальній ділянці впливу цієї зони.
Південну частину Тернопільської, Хмельницької, Вінницької та східну частину Одеської областей оконтурюють ізосейсти інтенсивністю до 6 балів. Ізосейста до 5 балів поширюється на північ аж до лінії Берестечко-Рівне-Київ-Переяслав-Дніпро. На крайньому півдні Тернопільської, Хмельницької, Вінницької та на заході Одеської областей проходять ізосейсти інтенсивністю 7 балів.
У XX ст. в зоні Вранча сталося 30 землетрусів з магнітудою 6,5. Катастрофічні землетруси 10 листопада 1940 та 4 березня 1977 мали магнітуду 7.
Південно-західна частина України, що підпадає під безпосередній вплив сейсмоактивної зони Вранча, потенційно може бути віднесена до 8-бальної зони. Потенційно сейсмічно небезпечною територією можна вважати також Буковину, де в 1950—1976 рр. зафіксовано 4 землетруси інтенсивністю 5-6 балів.
В серпні 2024 року науковці Інституту геофізики ім. Субботіна НАН України попередили про можливість виникнення в сейсмоактивній зоні Вранча потужного землетрусу силою 7-7,5 балів, який може статися вже найближчими роками. В зоні дії цього землетрусу може опинитися вся Україна.

### Південно-Азовська сейсмоактивна зона
Південно-Азовська сейсмоактивна зона виділена недавно. У 1987 році було зафіксовано кілька землетрусів інтенсивністю 5-6 балів. Крім того, за палеосейсмотектонічними та археологічними даними встановлено сліди давніх землетрусів інтенсивністю до 9 балів з періодичністю близько одного разу на 1000 років.
- 7 серпня 2016 року на Донеччині стався землетрус магнітудою 4,6 (за шкалою Ріхтера). Епіцентр землетрусу був розташований у 78 км на південь від Донецька і у 21 км на північ від смт Старий Крим Маріупольського району, глибина гіпоцентру — 10 км[78].
- 15 жовтня 2018 року в Азовському морі, неподалік м. Бердянська Запорізької області, стався землетрус магнітудою 4,3 (за шкалою Ріхтера). Його гіпоцентр залягав на глибині 10 км та розташовувався за 58 км від міста. Повідомлень про те, що в Бердянську відчули землетрус, не було[79].
- 14 січня 2024 року, о 06:52:12 (за київським часом), Головним центром спеціального контролю ДКАУ було зафіксовано землетрус в західній частині Херсонської області магнітудою 3,2 (за шкалою Ріхтера)[80].
- 23 червня 2025 року, о 13:43:51 (за київським часом), Головним центром спеціального контролю ДКАУ було зафіксовано землетрус в західній частині Херсонської області магнітудою 2,2 (за шкалою Ріхтера)[81].

### Інші регіони

#### Київщина
| Дата       | Балів (за шкалою Ріхтера) |
| ---------- | ------------------------- |
| 1790       |                           |
| 1793       |                           |
| 26.10.1802 | 7,4                       |
| 1829       |                           |
| 1838       |                           |
| 1908       |                           |
| 11.11.1940 |                           |
| 04.03.1977 |                           |
| 30.08.1986 | 5                         |
| 30.05.1990 | 5                         |
| 27.10.2004 | 4                         |
| 26.02.2022 | 0,2                       |

#### Житомирщина
| Дата       | Балів (за шкалою Ріхтера) |
| ---------- | ------------------------- |
| 16.03.2025 | 1,5                       |

- 16 березня 2025 року, о 23:30:00 (за київським часом), на території Житомирської області стався землетрус магнітудою 1,5 (за шкалою Ріхтера)[84].

#### Полтавщина
| Дата       | Балів (за шкалою Ріхтера) |
| ---------- | ------------------------- |
| 3.02.2015  | 4,6                       |
| 3.10.2022  | 3,4                       |
| 14.01.2023 | 2,7                       |
| 26.05.2023 | 3,5                       |
| 8.06.2023  | 3,7                       |
| 23.07.2023 | 2,6                       |
| 1.03.2024  | 3,6                       |
| 9.11.2024  | 3,0                       |
| 1.02.2025  | 3,8                       |
| 16.02.2025 | 3,1                       |
| 1.07.2025  | 3,1                       |
| 27.07.2025 | 2,9                       |

На початку XXI ст. з'явилися чіткі ознаки можливого формування нової окремої сейсмоактивної зони України, з центром на території Полтавській області. Безпосередньо в Полтавській області від 2015 року було зареєстровано низку землетрусів, які були зафіксовані Головним центром спеціального контролю ДКАУ, а саме:  
- 3 лютого 2015 року — Гадяцький землетрус магнітудою до 4,6 (за шкалою Ріхтера) на глибині 10 км[85];
- 3 жовтня 2022 року —  землетрус магнітудою 3,4 (за шкалою Ріхтера);
- 14 січня 2023 року —  землетрус магнітудою 2,7 (за шкалою Ріхтера);
- 26 травня 2023 року — землетрус о 21:38:49 (за київським часом) магнітудою 3,5 (за шкалою Ріхтера) з епіцентром за 20 км на захід від м. Полтави на глибині 7 км[86].
- 8 червня 2023 року — землетрус о 10:23:41 (за київським часом) магнітудою 3,7 (за шкалою Ріхтера) з епіцентром за 26 км на південний схід від м. Полтави на глибині 10 км[87][88].
- 23 липня 2023 року — землетрус о 21:42:05 (за київським часом), магнітудою 2,6 (за шкалою Ріхтера) з епіцентром на захід від м. Полтави, в Решетилівському районі, на глибині 7 км. За класифікацією землетрусів віднесений до ледве відчутних[89][90].
- 1 березня 2024 року — землетрус о 02:22:48 (за київським часом), магнітудою 3,6 (за шкалою Ріхтера) з епіцентром на захід від м. Полтави, в Решетилівському районі, на глибині 10 км. За класифікацією землетрусів віднесений до відчутних[91][92].
- 9 листопада 2024 року — землетрус о 20:29:57 (за київським часом) в районі села Васьки Полтавського району. Землетрус мав магнітуду 3,0 балів (за шкалою Ріхтера) з гіпоцентром на глибині 8 км[93][94].
- 1 лютого 2025 року — землетрус о 18:21:18 (за київським часом), з епіцентром в районі села Браїлки, яке розташоване поміж містами Полтавою та Решетилівкою. Сильно відчутний (за шкалою інтенсивності МSK-64) землетрус мав магнітуду 3,8 балів (за шкалою Ріхтера). Гіпоцентр землетрусу залягав на глибині 3 км[95][96].
- 16 лютого 2025 року — землетрус о 00:48:20 (за київським часом), з епіцентром в районі села Браїлки Полтавської області. Землетрус мав магнітуду 3,1 балів (за шкалою Ріхтера)[97], гіпоцентр землетрусу залягав на глибині 2 км[98][99].
- 1 липня 2025 року — землетрус о 01:23 (за київським часом), з епіцентром в районі села Карпусі Полтавської області. Землетрус мав магнітуду 3,1 балів (за шкалою Ріхтера). Гіпоцентр землетрусу залягав на глибині 7 км[100].
- 27 липня 2025 року — землетрус о 10:47 (за київським часом), з епіцентром в районі села Старі Санжари Полтавської області. Землетрус мав магнітуду 2,9 балів (за шкалою Ріхтера). Гіпоцентр землетрусу залягав на глибині 7,1 км[101].

Взагалі, в період 2010-2024 років, на Полтавщині відбулося понад 10 землетрусів.
На думку фахівців Головного центру спеціального контролю ДКАУ, землетруси в даній місцевості відбуваються внаслідок руху тектонічних плит тому, що Полтавщина лежить саме на стику Українського кристалічного щиту та Дніпровсько-Донецької западини.

#### Чернігівщина
| Дата      | Магнітуда (за шкалою Ріхтера) |
| --------- | ----------------------------- |
| 7.12.2021 | 3,4                           |
| 9.05.2025 | 2,3                           |

- 7 грудня 2021 року — землетрус о 16.45 (за київським часом), магнітудою 3,4 (за шкалою Ріхтера) з епіцентром на північ від смт Холми Корюківського району на глибині 10 км[104][105].
- 9 травня 2025 року, о 16:20:09 (за київським часом), в Чернігівській області зафіксовано ледве відчутний (за шкалою інтенсивності МSK-64) землетрус магнітудою 2,3 балів (за шкалою Ріхтера)[106].

#### Донбас
На Донбасі земна кора має досить велику потужність, що є захистом від землетрусів. На початку XX ст. фіксувались слабкі сейсмічні прояви у Лисичанську та інших місцях, що не викликало помітних пошкоджень. Але в Донбасі добре відомі небезпечні прояви раптових викидів вугілля й газу в гірничі виробки, гірничі удари, інші геодинамічні явища. Періодичне зростання тектонічних напружень, викликаних землетрусами, в поєднанні з активністю гірничих робіт, приводить до катастрофічних наслідків.

#### Криворіжжя
| Дата       | Магнітуда (за шкалою Ріхтера) |
| ---------- | ----------------------------- |
| 23.06.2013 | 4,6                           |
| 20.02.2018 | 3,2                           |
| 21.01.2022 | 3,3                           |
| 22.03.2024 | 3,0                           |
| 16.05.2024 | 2,7                           |
| 11.06.2024 | 2,7                           |
| 05.07.2024 | 2,8                           |
| 08.10.2024 | 3,3                           |
| 16.01.2025 | 2,9                           |
| 29.07.2025 | 2,2                           |

- 23 червня 2013 року — Криворізький землетрус зафіксовано землетрус магнітудою до 4,6 балів (за шкалою Ріхтера).
- 20 лютого 2018 року — в районі міста Кривий Ріг зафіксували землетрус магнітудою 3,2 балів (за шкалою Ріхтера) з гіпоцентром на глибині 5 км. Причиною землетрусу став тектонічний розлом на глибині 200 км[107].
- 21 січня 2022 року —  в районі міста Кривий Ріг було зафіксовано землетрус магнітудою 3,3 балів (за шкалою Ріхтера) на глибині 5 км[108][109].
- 22 березня 2024 року, о 07:00:16 (за київським часом), в західній частині Дніпропетровської області стався землетрус магнітудою 3,0 балів (за шкалою Ріхтера)[110].
- 16 травня 2024 року, о 01:43:10 (за київським часом), в західній частині Дніпропетровської області стався землетрус магнітудою 2,7 балів (за шкалою Ріхтера)[111].
- 11 червня 2024 року, о 07:00:16 (за київським часом), в місті Кривий Ріг на Дніпропетровщині стався землетрус магнітудою 2,7 балів (за шкалою Ріхтера)[112].
- 5 липня 2024 року, о 07:00:02 (за київським часом), в західній частині Дніпропетровської області стався землетрус магнітудою 2,8 балів  (за шкалою Ріхтера)[113].
- 08 жовтня 2024 року, о 19:36:41 (за київським часом), в Криворізькому районі на Дніпропетровщині стався відчутний (за шкалою інтенсивності МSK-64) землетрус магнітудою 3,3 балів (за шкалою Ріхтера). Епіцентр землетрусу знаходився за 18 км на північний захід від Кривого Рогу та за 6 км на схід від села Глеюватки, гіпоцентр залягав на глибині 8 км[114][115].
- 16 січня 2025 року, о 07:00:18 (за київським часом), в західній частині Дніпропетровської області стався ледве відчутний (за шкалою інтенсивності МSK-64) землетрус магнітудою 2,9 балів (за шкалою Ріхтера)[116].
- 29 червня 2025 року, о 06:29:18 (за київським часом), в місті Кривий Ріг на Дніпропетровщині стався землетрус магнітудою 2,2 балів (за шкалою Ріхтера)[117].